# Руцава
Ру́цава (латыш. Rucava; ранее также Паурупе) — населённый пункт в Южно-Курземском крае Латвии. Административный центр Руцавской волости.

## История
В исторических документах название Руцава впервые упоминается в 1253 году в договоре о разделе Курсы между Курляндским епископством и Немецким орденом. Населённый пункт Паурупе развивался как свободное поселение ремесленников и торговцев на обочине почтовой дороги в 3 км от центра Руцавской усадьбы (нем. Rutzau) и уже в начале XVII века был значительным населённым пунктом для своего времени. В 1925 году Паурупе был присвоен статус густонаселенного пункта (села). В советское время населённый пункт был центром Руцавского сельсовета Лиепайского района. В селе располагалась центральная усадьба совхоза «Руцава».

## География
На западе вдоль Руцавы проходит автомагистраль A11, ведущая из Лиепаи в Литву. Село находится в 44 км к югу от Лиепаи, в 8 км к востоку от побережья Балтийского моря и всего в 4 км от литовской границы.

## Архитектура и достопримечательности

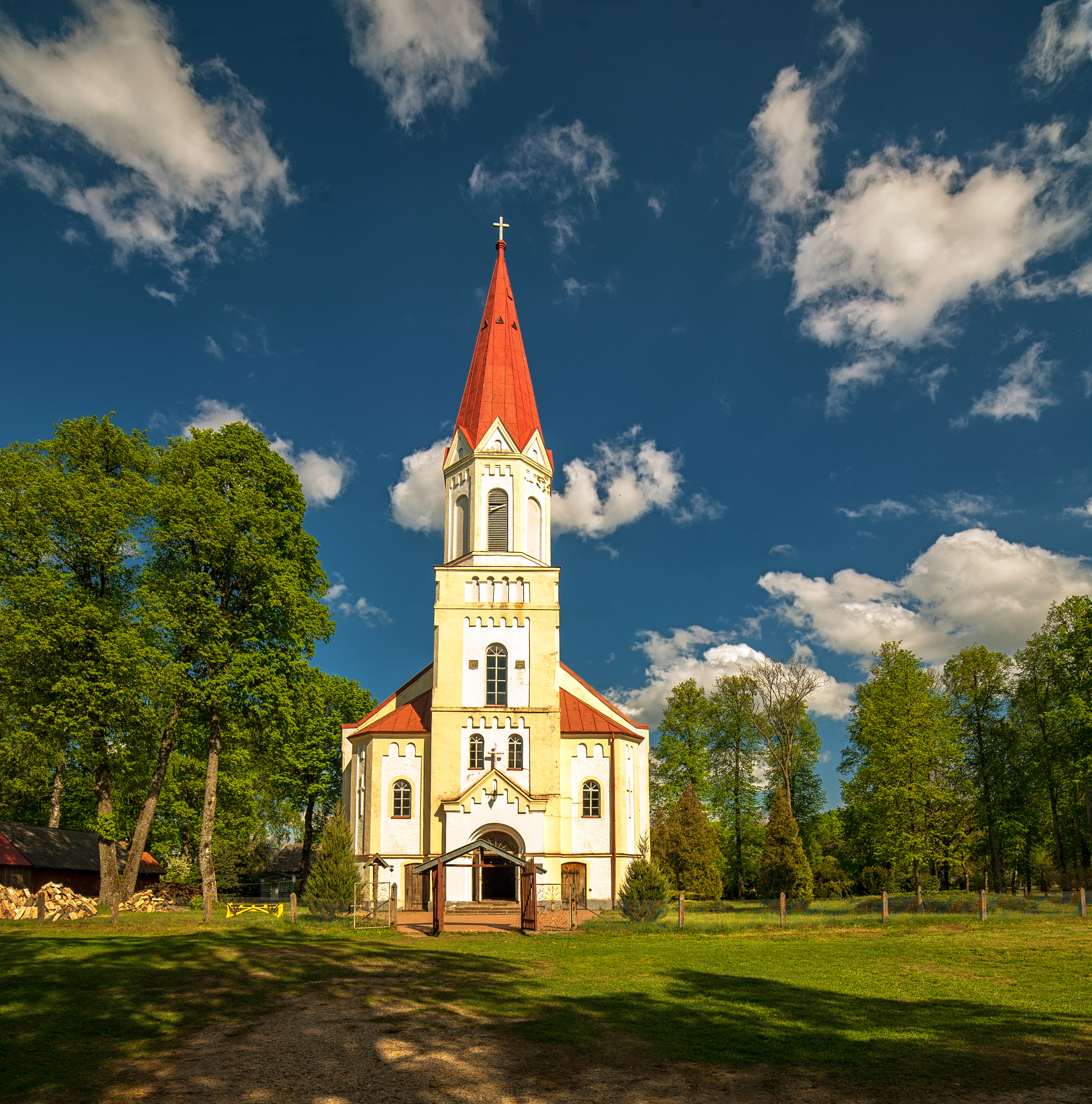
Руцавская лютеранская церковь

Построенная с 1872 по 1874 год Руцавская лютеранская церковь является архитектурным памятником местного значения, в свою очередь церковный орган изготовленный в 1936 году лиепайским мастером Екабом Яугиеш и проспект органа изготовленный в том же году резчиком Петерисом Планкусом по проекту Юлия Мадерниека являются художественными памятниками государственного значения.
В Руцаве находились административные учреждения бывшего Руцавского края, Руцавская начальная школа, детский сад, лютеранская и баптистская церкви, информационный центр туризма, дом культуры, различные гостевые дома.

## Известные люди
- В Руцаве родился тренер по легкой атлетике Валентин Маззалитис (1930).